# 4 Heures de Donington FIA GT 1997
Navigation
Édition suivante
Les 4 Heures de Donington 1997 FIA GT, disputées le 14 septembre 1997 sur le circuit de Donington, sont la huitième manche du championnat FIA GT 1997.

## Course

### Classement de la course
Classement à l'issue de la course (vainqueurs de catégorie en gras), :
| Pos.   | Catégorie | N° | Écurie                                  | Pilotes                                                    | Châssis                      | Pneus | Tours |
| Pos.   | Catégorie | N° | Écurie                                  | Pilotes                                                    | Moteur                       | Pneus | Tours |
| ------ | --------- | -- | --------------------------------------- | ---------------------------------------------------------- | ---------------------------- | ----- | ----- |
| 1      | GT1       | 11 | AMG-Mercedes                            | Bernd Schneider Alexander Wurz                             | Mercedes-Benz CLK GTR        | B     | 159   |
| 1      | GT1       | 11 | AMG-Mercedes                            | Bernd Schneider Alexander Wurz                             | Mercedes-Benz LS600 6.0L V12 | B     | 159   |
| 2      | GT1       | 10 | AMG-Mercedes                            | Marcel Tiemann Alessandro Nannini                          | Mercedes-Benz CLK GTR        | B     | 159   |
| 2      | GT1       | 10 | AMG-Mercedes                            | Marcel Tiemann Alessandro Nannini                          | Mercedes-Benz LS600 6.0L V12 | B     | 159   |
| 3      | GT1       | 8  | BMW Motorsport Schnitzer Motorsport     | JJ Lehto Steve Soper                                       | McLaren F1 GTR               | M     | 159   |
| 3      | GT1       | 8  | BMW Motorsport Schnitzer Motorsport     | JJ Lehto Steve Soper                                       | BMW S70 6.0L V12             | M     | 159   |
| 4      | GT1       | 12 | AMG-Mercedes                            | Klaus Ludwig Bernd Mayländer                               | Mercedes-Benz CLK GTR        | B     | 158   |
| 4      | GT1       | 12 | AMG-Mercedes                            | Klaus Ludwig Bernd Mayländer                               | Mercedes-Benz LS600 6.0L V12 | B     | 158   |
| 5      | GT1       | 9  | BMW Motorsport Schnitzer Motorsport     | Peter Kox Roberto Ravaglia                                 | McLaren F1 GTR               | M     | 158   |
| 5      | GT1       | 9  | BMW Motorsport Schnitzer Motorsport     | Peter Kox Roberto Ravaglia                                 | BMW S70 6.0L V12             | M     | 158   |
| 6      | GT1       | 3  | Gulf Team Davidoff GTC Racing           | Pierre-Henri Raphanel Jean-Marc Gounon                     | McLaren F1 GTR               | M     | 157   |
| 6      | GT1       | 3  | Gulf Team Davidoff GTC Racing           | Pierre-Henri Raphanel Jean-Marc Gounon                     | BMW S70 6.0L V12             | M     | 157   |
| 7      | GT1       | 1  | Gulf Team Davidoff GTC Racing           | Geoff Lees Anders Olofsson                                 | McLaren F1 GTR               | M     | 156   |
| 7      | GT1       | 1  | Gulf Team Davidoff GTC Racing           | Geoff Lees Anders Olofsson                                 | BMW S70 6.0L V12             | M     | 156   |
| 8      | GT1       | 5  | David Price Racing                      | David Brabham Perry McCarthy                               | Panoz Esperante GTR-1        | G     | 155   |
| 8      | GT1       | 5  | David Price Racing                      | David Brabham Perry McCarthy                               | Ford (Roush) 6.0L V8         | G     | 155   |
| 9      | GT1       | 4  | David Price Racing                      | Andy Wallace James Weaver                                  | Panoz Esperante GTR-1        | G     | 154   |
| 9      | GT1       | 4  | David Price Racing                      | Andy Wallace James Weaver                                  | Ford (Roush) 6.0L V8         | G     | 154   |
| 10     | GT1       | 22 | BMS Scuderia Italia                     | Pierluigi Martini Christian Pescatori                      | Porsche 911 GT1              | P     | 152   |
| 10     | GT1       | 22 | BMS Scuderia Italia                     | Pierluigi Martini Christian Pescatori                      | Porsche 3.2L Turbo Flat-6    | P     | 152   |
| 11     | GT1       | 6  | Porsche AG                              | Thierry Boutsen Hans-Joachim Stuck                         | Porsche 911 GT1 Evo          | M     | 151   |
| 11     | GT1       | 6  | Porsche AG                              | Thierry Boutsen Hans-Joachim Stuck                         | Porsche 3.2L Turbo Flat-6    | M     | 151   |
| 12     | GT1       | 23 | GBF UK Ltd.                             | Luca Badoer Mimmo Schiattarella                            | Lotus Elise GT1              | M     | 151   |
| 12     | GT1       | 23 | GBF UK Ltd.                             | Luca Badoer Mimmo Schiattarella                            | Lotus 3.5L Turbo V8          | M     | 151   |
| 13     | GT1       | 27 | Parabolica Motorsport                   | Gary Ayles Chris Goodwin                                   | McLaren F1 GTR               | M     | 150   |
| 13     | GT1       | 27 | Parabolica Motorsport                   | Gary Ayles Chris Goodwin                                   | BMW S70 6.0L V12             | M     | 150   |
| 14     | GT1       | 30 | G-Force Strandell                       | Magnus Wallinder Geoff Lister John Greasley                | Porsche 911 GT1              | D     | 149   |
| 14     | GT1       | 30 | G-Force Strandell                       | Magnus Wallinder Geoff Lister John Greasley                | Porsche 3.2L Turbo Flat-6    | D     | 149   |
| 15     | GT2       | 51 | Viper Team Oreca                        | Olivier Beretta Philippe Gache                             | Chrysler Viper GTS-R         | M     | 146   |
| 15     | GT2       | 51 | Viper Team Oreca                        | Olivier Beretta Philippe Gache                             | Chrysler 8.0L V10            | M     | 146   |
| 16     | GT1       | 7  | Porsche AG                              | Bob Wollek Yannick Dalmas                                  | Porsche 911 GT1 Evo          | M     | 145   |
| 16     | GT1       | 7  | Porsche AG                              | Bob Wollek Yannick Dalmas                                  | Porsche 3.2L Turbo Flat-6    | M     | 145   |
| 17     | GT2       | 56 | Roock Racing                            | Bruno Eichmann Stéphane Ortelli Claudia Hürtgen            | Porsche 911 GT2              | M     | 145   |
| 17     | GT2       | 56 | Roock Racing                            | Bruno Eichmann Stéphane Ortelli Claudia Hürtgen            | Porsche 3.6L Turbo Flat-6    | M     | 145   |
| 18     | GT2       | 52 | Viper Team Oreca                        | Justin Bell Luca Drudi                                     | Chrysler Viper GTS-R         | M     | 144   |
| 18     | GT2       | 52 | Viper Team Oreca                        | Justin Bell Luca Drudi                                     | Chrysler 8.0L V10            | M     | 144   |
| 19     | GT2       | 57 | Roock Racing                            | Pedro Chaves Ni Amorim François Lafon                      | Porsche 911 GT2              | M     | 144   |
| 19     | GT2       | 57 | Roock Racing                            | Pedro Chaves Ni Amorim François Lafon                      | Porsche 3.6L Turbo Flat-6    | M     | 144   |
| 20     | GT2       | 66 | Konrad Motorsport                       | Franz Konrad Toni Seiler André Ahrlé                       | Porsche 911 GT2              | P     | 142   |
| 20     | GT2       | 66 | Konrad Motorsport                       | Franz Konrad Toni Seiler André Ahrlé                       | Porsche 3.6L Turbo Flat-6    | P     | 142   |
| 21     | GT2       | 50 | Agusta Racing Team Elf Haberthur Racing | Patrice Goueslard Michel Neugarten Luigino Pagotto         | Porsche 911 GT2              | ?     | 141   |
| 21     | GT2       | 50 | Agusta Racing Team Elf Haberthur Racing | Patrice Goueslard Michel Neugarten Luigino Pagotto         | Porsche 3.6L Turbo Flat-6    | ?     | 141   |
| 22     | GT2       | 63 | Krauss Motorsport                       | Michael Trunk Bernhard Müller                              | Porsche 911 GT2              | P     | 140   |
| 22     | GT2       | 63 | Krauss Motorsport                       | Michael Trunk Bernhard Müller                              | Porsche 3.6L Turbo Flat-6    | P     | 140   |
| 23     | GT2       | 64 | Kremer Racing                           | Alfonso de Orléans-Bourbon Tomas Saldaña                   | Porsche 911 GT2              | G     | 139   |
| 23     | GT2       | 64 | Kremer Racing                           | Alfonso de Orléans-Bourbon Tomas Saldaña                   | Porsche 3.6L Turbo Flat-6    | G     | 139   |
| 24     | GT2       | 70 | Dellenbach Motorsport                   | Klaus Horn Günther Blieninger Rainer Bonnetmsüller         | Porsche 911 GT2              | D     | 137   |
| 24     | GT2       | 70 | Dellenbach Motorsport                   | Klaus Horn Günther Blieninger Rainer Bonnetmsüller         | Porsche 3.6L Turbo Flat-6    | D     | 137   |
| 25     | GT2       | 69 | Proton Competition                      | Gerold Ried Patrick Vuillaume Manfred Jurasz               | Porsche 911 GT2              | P     | 136   |
| 25     | GT2       | 69 | Proton Competition                      | Gerold Ried Patrick Vuillaume Manfred Jurasz               | Porsche 3.6L Turbo Flat-6    | P     | 136   |
| 26     | GT1       | 31 | Augustin Motorsport                     | Horst Felbermayr Sr. Horst Felbermayr Jr. Stefano Buttiero | Porsche 911 GT2 Evo          | G     | 130   |
| 26     | GT1       | 31 | Augustin Motorsport                     | Horst Felbermayr Sr. Horst Felbermayr Jr. Stefano Buttiero | Porsche 3.6L Turbo Flat-6    | G     | 130   |
| 27     | GT2       | 60 | Marcos Racing International             | Thomas Erdos Christian Vann                                | Marcos LM600                 | D     | 124   |
| 27     | GT2       | 60 | Marcos Racing International             | Thomas Erdos Christian Vann                                | Chevrolet 5.9L V8            | D     | 124   |
| 28     | GT2       | 53 | Chamberlain Engineering                 | David Goode Leonardo Maddalena Paul Thomas                 | Chrysler Viper GTS-R         | G     | 119   |
| 28     | GT2       | 53 | Chamberlain Engineering                 | David Goode Leonardo Maddalena Paul Thomas                 | Chrysler 8.0L V10            | G     | 119   |
| 29     | GT1       | 14 | GT1 Lotus Racing                        | Jan Lammers Mike Hezemans                                  | Lotus Elise GT1              | M     | 111   |
| 29     | GT1       | 14 | GT1 Lotus Racing                        | Jan Lammers Mike Hezemans                                  | Chevrolet LT5 6.0L V8        | M     | 111   |
| 30 DNF | GT1       | 13 | GT1 Lotus Racing                        | Fabien Giroix Jean-Denis Delétraz                          | Lotus Elise GT1              | M     | 82    |
| 30 DNF | GT1       | 13 | GT1 Lotus Racing                        | Fabien Giroix Jean-Denis Delétraz                          | Chevrolet LT5 6.0L V8        | M     | 82    |
| 31 DNF | GT2       | 59 | Marcos Racing International             | Cor Euser Harald Becker                                    | Marcos LM600                 | D     | 80    |
| 31 DNF | GT2       | 59 | Marcos Racing International             | Cor Euser Harald Becker                                    | Chevrolet 5.9L V8            | D     | 80    |
| 32 DNF | GT1       | 20 | DAMS Panoz                              | Éric Bernard Franck Lagorce                                | Panoz Esperante GTR-1        | M     | 73    |
| 32 DNF | GT1       | 20 | DAMS Panoz                              | Éric Bernard Franck Lagorce                                | Ford (Roush) 6.0L V8         | M     | 73    |
| 33 DNF | GT1       | 21 | Kremer Racing                           | Christophe Bouchut Carl Rosenblad                          | Porsche 911 GT1              | G     | 56    |
| 33 DNF | GT1       | 21 | Kremer Racing                           | Christophe Bouchut Carl Rosenblad                          | Porsche 3.2L Turbo Flat-6    | G     | 56    |
| 34 DNF | GT2       | 54 | Chamberlain Engineering                 | Tim O'Kennedy Hans Hugenholtz Wido Rösssler                | Chrysler Viper GTS-R         | G     | 38    |
| 34 DNF | GT2       | 54 | Chamberlain Engineering                 | Tim O'Kennedy Hans Hugenholtz Wido Rösssler                | Chrysler 8.0L V10            | G     | 38    |
| 35 DNF | GT2       | 82 | Colin Blower Motorsport                 | Colin Blower Jamie Campbell-Walter                         | TVR Cerbera GT               | D     | 38    |
| 35 DNF | GT2       | 82 | Colin Blower Motorsport                 | Colin Blower Jamie Campbell-Walter                         | TVR-Rover 5.0L V8            | D     | 38    |
| 36 DNF | GT1       | 75 | G-Force Strandell                       | Koit Veertee Nigel Barrett                                 | Porsche 911 GT2              | D     | 35    |
| 36 DNF | GT1       | 75 | G-Force Strandell                       | Koit Veertee Nigel Barrett                                 | Porsche 3.6L Turbo Flat-6    | D     | 35    |
| 37 DNF | GT2       | 86 | Millennium Motorsport                   | Nick Carr Ian Astley Andy Purvis                           | Marcos LM600                 | ?     | 34    |
| 37 DNF | GT2       | 86 | Millennium Motorsport                   | Nick Carr Ian Astley Andy Purvis                           | Chevrolet 5.9L V8            | ?     | 34    |
| 38 DNF | GT2       | 77 | Saleen-Allen Speedlab Cirtek Motorsport | Peter Owen Jonathan Baker Mark Peters                      | Saleen Mustang RRR           | D     | 27    |
| 38 DNF | GT2       | 77 | Saleen-Allen Speedlab Cirtek Motorsport | Peter Owen Jonathan Baker Mark Peters                      | Ford 5.9L V8                 | D     | 27    |
| 39 DNF | GT1       | 24 | GBF UK Ltd.                             | Ralf Kalaschek Max Angelelli Jason Yeomans                 | Lotus Elise GT1              | M     | 26    |
| 39 DNF | GT1       | 24 | GBF UK Ltd.                             | Ralf Kalaschek Max Angelelli Jason Yeomans                 | Lotus 3.5L Turbo V8          | M     | 26    |
| 40 DNF | GT2       | 77 | Saleen-Allen Speedlab Cirtek Motorsport | Robert Schirle David Warnock Richard Dean                  | Saleen Mustang RRR           | D     | 24    |
| 40 DNF | GT2       | 77 | Saleen-Allen Speedlab Cirtek Motorsport | Robert Schirle David Warnock Richard Dean                  | Ford 5.9L V8                 | D     | 24    |
| 41 DNF | GT1       | 19 | Martin Veyhle Racing (MVR)              | Alexander Grau Marco Werner                                | Lotus Elise GT1              | ?     | 23    |
| 41 DNF | GT1       | 19 | Martin Veyhle Racing (MVR)              | Alexander Grau Marco Werner                                | Lotus 3.5L Turbo V8          | ?     | 23    |
| DNS    | GT2       | 19 | Morgan Motor Company                    | Charles Morgan William Wykeham                             | Morgan Plus 8 GTR            | D     | –     |
| DNS    | GT2       | 19 | Morgan Motor Company                    | Charles Morgan William Wykeham                             | Rover 3.9L V8                | D     | –     |
| DNS    | GT2       | 87 | Roock Racing                            | John Robinson Robert Nearn Michel Ligonnet                 | Porsche 911 GT2              | M     | –     |
| DNS    | GT2       | 87 | Roock Racing                            | John Robinson Robert Nearn Michel Ligonnet                 | Porsche 3.6L Turbo Flat-6    | M     | –     |